# Носители на орден „Св. св. Кирил и Методий“
Това е списък на наградените с орден „Св. св. Кирил и Методий“, който е втори по старшинство в наградната система на Република България. Връчва се от президента на България на български и чужди граждани, които имат значим принос за развитието на културата, изкуството, образованието и науката.

## Наградени
1980
| Дата на указа                                                                        | Носител                              | Вид      | Тема                                                                                                  |
| ------------------------------------------------------------------------------------ | ------------------------------------ | -------- | --- |
| 21 май 1980                                                                          | Здравка Маринова Георгиева /Кънчева/ | I степен | \| „за големите ѝ заслуги към Република България в областта на образованието и науката“ \| Указ № 980 |
| „за големите ѝ заслуги към Република България в областта на образованието и науката“ |                                      |          | |

### 2004
| Дата на указа | Носител                      | Вид      | Тема |
| ------------- | ---------------------------- | -------- | --- |
| 25 юни 2004   | проф. Васил Желязков Мръчков | I степен | „за изключително големите му заслуги към развитието на българската наука и по повод неговата 70-годишнина“ |

### 2005
| Дата на указа    | Носител                                                              | Вид      | Тема |
| ---------------- | -------------------------------------------------------------------- | -------- | --- |
| 19 май 2005      | атонския монах Пахомий                                               | огърлие  | „за особено значимите му заслуги към българската духовност и култура“                                                               |
| 19 май 2005      | Антон Борисов Дяков                                                  | огърлие  | „за особено значимите му заслуги за развитието на културата“                                                                        |
| 19 май 2005      | Димитър Николов Киров                                                | огърлие  | „за особено значимите му заслуги за развитието на културата“                                                                        |
| 19 май 2005      | акад. Иван Тодоров Тодоров                                           | I степен | „за големите му заслуги към българската наука и образование“                                                                        |
| 19 май 2005      | проф. Крумка Крумова Шарова                                          | I степен | „за извънредно големите ѝ заслуги към Република България за развитието на историческата наука и по повод 80 години от рождението й“ |
| 19 май 2005      | Мюмюн Салим Салим                                                    | I степен | „за големите му заслуги в областта на образованието“                                                                                |
| 19 май 2005      | Мария Стоичкова Младенова                                            | I степен | „за големите ѝ заслуги в областта на образованието“                                                                                 |
| 19 май 2005      | Емил Младенов Субашиев                                               | I степен | „за големите му заслуги в областта на образованието“                                                                                |
| 19 май 2005      | Пенко Иванов Рисков                                                  | I степен | „за големите му заслуги в областта на образованието“                                                                                |
| 15 юни 2005      | акад. Кирил Любенов Боянов                                           | огърлие  | „за особено значимите му заслуги за развитието на науката в Република България и по повод 70 години от рождението му“               |
| 6 октомври 2005  | Нейно Кралско Височество Мария Тереза Велика херцогиня на Люксембург | огърлие  | „за особено значимите ѝ заслуги за развитие на българо-люксембургските отношения в областта на културата, изкуството и науката“     |
| 31 октомври 2005 | Недялко Йорданов                                                     | I степен | „за големите му заслуги към Република България в областта на културата и изкуството и по случай 65 години от рождението му“         |
| 31 октомври 2005 | Александър Морфов                                                    | I степен | „за големите му заслуги към Република България в областта на културата и изкуството“                                                |

### 2006
| Дата на указа   | Носител | Вид       | Тема |
| --------------- | --- | --------- | --- |
| 18 май 2006     | Никола Корабов | огърлие   | „за особено значимите му заслуги за развитието на културата“                                                                                     |
| 18 май 2006     | Йосиф Сърчаджиев | огърлие   | „за особено значимите му заслуги за развитието на културата“                                                                                     |
| 18 май 2006     | Гриша Островски | огърлие   | „за особено значимите му заслуги за развитието на културата“                                                                                     |
| 18 май 2006     | Никола Инджов | огърлие   | „за особено значимите му заслуги за развитието на културата“                                                                                     |
| 18 май 2006     | проф. Андрей Пантев | огърлие   | „за особено значимите му заслуги за развитието на културата“                                                                                     |
| 18 май 2006     | Васил Казанджиев | огърлие   | „за особено значимите му заслуги за развитието на културата“                                                                                     |
| 18 май 2006     | Росица Баталова | I степен  | „за големите ѝ заслуги в областта на изкуството“                                                                                                 |
| 18 май 2006     | Луна Давидова | I степен  | „за големите ѝ заслуги в областта на изкуството“                                                                                                 |
| 18 май 2006     | Петър Недевски | I степен  | „за големите му заслуги към Република България в областта на образованието и науката“                                                            |
| 18 май 2006     | Теодосий Теодосиев | I степен  | „за големите му заслуги към Република България в областта на образованието и науката“                                                            |
| 18 май 2006     | проф. Лазар Груев | I степен  | „за големите му заслуги към Република България в областта на образованието и науката“                                                            |
|                 | проф. Хикмет Мехмедов | I степен  | „за големите му заслуги към Република България в областта на изкуството и културата“                                                             |
| 31 май 2006     | Симон Брюно президент на Фондация Cite Internationale des Arts – Париж                                                                  | I степен  | „за особено големите ѝ заслуги за активизиране и развитие на духовните и културни връзки между Република България и Френската република“         |
| 20 юни 2006     | Винтън Сърф вицепрезидент на Google и председател на Управителния съвет на директорите на Интернет корпорацията за имена и адреси       | огърлие   | „за особено значимите му заслуги за развитието на информационните технологии и за оказаната експертна помощ на Република България в тази област“ |
| 29 юни 2006     | Виолета Гиндева | огърлие   | „ за особено значимите ѝ заслуги към Република България в областта на културата и по повод 60 години от рождението ѝ“                            |
| 19 юли 2006     | проф. д-р Петър Червеняков | I степен  | „ за големите му заслуги в областта на медицинската наука и по повод 80 години от рождението му“                                                 |
| 4 август 2006   | Лиляна Стефанова | I степен  | „за големите ѝ заслуги в областта на българската култура.“                                                                                       |
| 14 ноември 2006 | Чън Дзиуин професор, научен работник във Факултета за изследване на чуждестранна литература при Китайската академия за обществени науки | II степен | „ за нейния значим принос за укрепване на двустранните културни и научни връзки между Република България и Китайската народна република“         |
| 14 ноември 2006 | Джан Ин научен работник в Китайската академия за обществени науки                                                                       | II степен | „ за нейния значим принос за укрепване на двустранните културни и научни връзки между Република България и Китайската народна република“         |
| 16 ноември 2006 | проф. д-р Георги Бакалов | I степен  | „ за големите му заслуги към Република България в областта на образованието и науката“                                                           |
| 16 ноември 2006 | проф. дфн Боряна Христова | I степен  | „за големите ѝ заслуги към Република България в областта на образованието и науката“                                                             |

### 2007
| Дата на указа    | Носител                                                                                        | Вид       | Тема |
| ---------------- | ---------------------------------------------------------------------------------------------- | --------- | --- |
| 20 февр. 2007    | Кольо Колев                                                                                    | I степен  | „за големите му заслуги към Република България в областта на културата“ |
| 22 март 2007     | Миряна Башева                                                                                  | I степен  | „за големите ѝ заслуги в областта на културата“ |
| 17 май 2007      | Елена Стефанова                                                                                | I степен  | „за големите ѝ заслуги към Република България в областта на културата“ |
| 17 май 2007      | Антраник Арабаджиян                                                                            | I степен  | „за големите му заслуги към Република България в областта на културата“ |
| 17 май 2007      | Николай Казмуков                                                                               | I степен  | „за големите му заслуги към Република България в областта на културата“ |
| 17 май 2007      | Богомил Стоилов                                                                                | I степен  | „за големите му заслуги към Република България в областта на културата“ |
| 17 май 2007      | Спас Карафезов                                                                                 | II степен | „като деец на културата и читалищното дело“ |
| 23 май 2007      | проф. Сава Гроздев                                                                             | I степен  | „за големите му заслуги към Република България в областта на образованието и науката“ |
| 23 май 2007      | Милка Банчева                                                                                  | II степен | „за дейността ѝ в областта на образованието“ |
| 30 юли 2007      | Алберт Лиханов член на управителния съвет на Международната фондация „Св. св. Кирил и Методий“ | I степен  | „за големите му заслуги за популяризиране на българската култура в Русия.“ |
| 1 ноември 2007   | акад. Иван Юхновски                                                                            | огърлие   | „за големите му заслуги към Република България в областта на образованието и науката“ |
| 1 ноември 2007   | проф. Николина Георгиева                                                                       | огърлие   | огърлие за особено значимите ѝ заслуги за развитието на културата, изкуството и науката“ |
| 1 ноември 2007   | проф. Георги Петканов                                                                          | огърлие   | „за големите му заслуги към Република България в областта на образованието и науката“ |
| 1 ноември 2007   | Христо Друмев                                                                                  | огърлие   | „за особено значимите му заслуги за развитието на културата, изкуството и науката“ |
| 1 ноември 2007   | Мария Динолова                                                                                 | II степен | „за заслугите є като деец на културата и читалищното дело“ |
| 26 ноември 2007  | Вълчо Камарашев                                                                                | огърлие   | „за особено значимите му заслуги за развитието на културата и изкуството“ |
| 18 декември 2007 | ст.н.с. I ст. д-р Йорданка Стоянова                                                            | огърлие   | „за изключителните ѝ научни постижения в областта на селекцията на селскостопанските култури и за приноса ѝ в развитието на земеделската наука и земеделието в Република България, както и по повод 80 години от рождението ѝ“ |
| 21 декември 2007 | Милчо Левиев                                                                                   | огърлие   | „за особено значимите му заслуги за развитието на културата и изкуството и по повод 70 години от рождението му“ |

### 2008
| Дата на указа    | Носител                 | Вид       | Тема |
| ---------------- | ----------------------- | --------- | --- |
| 29 януари 2008   | Павел Герджиков         | огърлие   | „за особено значимите му заслуги за развитие на културата и музикалното изкуство“ |
| 29 януари 2008   | Калина Тасева           | I степен  | „за особено големите ѝ заслуги в областта на културата и изкуството“ |
| 29 януари 2008   | Елена Божкова           | II степен | „за заслуги в областта на културата и читалищното дело“ |
| 26 февр.2008     | проф. д-р Исак Паси     | огърлие   | „за особено значимите му заслуги за развитие на българската философия, естетика и културология, както и по повод неговата 80-годишнина“ |
| 26 февр.2008     | Гиньо Ганев             | огърлие   | „за значимия му принос за развитие на културата и науката, както и по повод неговата 80-годишнина“ |
| 22 април 2008    | акад. Евгени Головински | I степен  | „за големите му заслуги към Република България за развитието на химичната и биологичната наука“ |
| 21 май 2008      | Константин Павлов       | огърлие   | „за особено значимите му заслуги за развитието на културата и изкуството“ |
| 21 май 2008      | проф. Тимъти Райс       | II степен | „за големия му принос за развитието на научните изследвания на българския музикален фолклор и за популяризирането на българската култура в Съединените американски щати“ |
| 23 май 2008      | Йоста Шварк             | I степен  | „за големите му заслуги за популяризиране на българската класическа музика и певческо изкуство в Кралство Дания“ |
| 29 май 2008      | Йовчо Крушев            | огърлие   | „за особено значимите му заслуги за развитието на културата и изкуството“ |
| 29 май 2008      | Дора Христова           | I степен  | „за големите ѝ заслуги в областта на културата и изкуството“ |
| 29 май 2008      | Крум Дамянов            | I степен  | „за големите му заслуги в областта на културата и изкуството“ |
| 23 юли 2008      | Димитър Герасимов       | огърлие   | „за особено значимите му заслуги за развитието на културата и изкуството“ |
| 2 септември 2008 | Георги Русев            | огърлие   | „за особено значимите му заслуги за развитието на културата и изкуството“ |
| 2 октомври 2008  | Велко Кънев             | I степен  | „за големите му заслуги в областта на културата и изкуството“ |
| 7 октомври 2008  | Волфганг Щрайнер        | I степен  | „за цялостната му дейност за популяризиране на българското изобразително изкуство и българската култура във Федерална република Германия“ |
| 4 ноември 2008   | Рангел Вълчанов         | огърлие   | „за особено значимите му заслуги за развитието на културата и изкуството“ |
| 4 ноември 2008   | Пламен Карталов         | огърлие   | „за особено значимите му заслуги за развитието на културата и изкуството“ |
| 4 ноември 2008   | Веселин Мамков          | огърлие   | „за особено значимите му заслуги за развитието на културата“ |
| 4 ноември 2008   | Иван Вълев              | I степен  | „за големите му заслуги в областта на културата и читалищното дело и по повод 80 години от рождението му“ |
| 4 ноември 2008   | Милан Миланов           | I степен  | „за големите му заслуги в областта на културата“ |
| 20 ноември 2008  | Любомир Иванов          | огърлие   | „за оказаната съществена подкрепа и значим принос за развитието на здравните системи в България и в други страни през последните десетилетия, за високите му научни постижения в областта на социалната медицина и общественото здраве и по повод 65 години от рождението му“ |

### 2009
| Дата на указа  | Носител                            | Вид       | Тема |
| -------------- | ---------------------------------- | --------- | --- |
| 9 март 2009    | митрополит Иларион Доростолски     | огърлие   | „за особено значимите му заслуги за развитието и издигането на ролята на богословското образование и наука“                                                                                     |
| 9 март 2009    | акад. Матей Матеев                 | I степен  | „за големите му заслуги към Република България в областта на образованието и науката“ |
| 9 март 2009    | Хайгашод Агасян                    | I степен  | „за големите му заслуги към Република България в областта на изкуството и образованието“ |
| 9 март 2009    | Динко Христов                      | II степен | „за дейността му в областта на образованието“ |
| 27 май 2009    | Велислава Дърева                   | I степен  | „за големите ѝ заслуги в областта на културата“ |
| 3 юни 2009     | Михайло Пантич                     | I степен  | „за изключителния му принос за популяризиране на българската история и култура в Република Сърбия“                                                                                              |
| 8 юни 2009     | Анелия Шуманова                    | огърлие   | „за особено значимите є заслуги за развитието на културата и музикалното изкуство“ |
| 8 юни 2009     | арх. Иван Попов                    | I степен  | „за големите му заслуги в областта на културата, изкуството, образованието и науката“ |
| 8 юни 2009     | Йордан Алексиев Йорданов           | I степен  | „за големите му заслуги в областта на културата“ |
| 8 юни 2009     | Иво Русев                          | огърлие   | „за особено значимите му заслуги за развитието на културата и изкуството“ |
| 8 юни 2009     | Маргарита Деянова-Ваклинова        | огърлие   | „за особено значимите є заслуги за развитието на културата“ |
| 8 юни 2009     | Иван Андонов                       | огърлие   | „за особено значимите му заслуги за развитието на културата и изкуството“ |
| 8 юни 2009     | Слава Рачева                       | огърлие   | „за особено значимите ѝ заслуги за развитието на културата и изкуството“ |
| 8 юни 2009     | Енчо Халачев                       | огърлие   | „за особено значимите му заслуги за развитието на културата и театралното изкуство“ |
| 8 юни 2009     | Саша Филипова                      | огърлие   | „за особено значимите ѝ заслуги за развитието на културата и изкуството“ |
| 3 юли 2009     | проф. д-р инж. Иван Маринов Иванов | огърлие   | „за изключителните му заслуги за изграждане и развитие на мониторинговата, хидрологичната и метеорологичната мрежа в национален план, както и за дългогодишната му преподавателска дейност“     |
| 3 юли 2009     | проф. д-р инж. Иван Патоков        | огърлие   | „за изключителните му заслуги за изграждане и развитие на мониторинговата, хидрологичната и метеорологичната мрежа в национален план, както и за дългогодишната му преподавателска дейност“     |
| 3 юли 2009     | проф. д-р инж. Марин Славов        | огърлие   | „за изключителните му заслуги за изграждане и развитие на мониторинговата, хидрологичната и метеорологичната мрежа в национален план, както и за дългогодишната му преподавателска дейност“     |
| 3 юли 2009     | инж. Георги Куков                  | огърлие   | „за големите му заслуги за проектиране и реализация на най-значимите обекти на българската хидроенергетика“                                                                                     |
| 3 юли 2009     | Владимир Геневски                  | I степен  | „за дългогодишната му активна трудова и творческа дейност в изграждането и развитието на цветната металургия в България и на международно равнище, както и по повод 75 години от рождението му“ |
| 30 септ. 2009  | проф. Ник Тиц                      | I степен  | „за големите му заслуги за популяризирането на българската култура и изкуство в Република Австрия“                                                                                              |
| 5 ноември 2009 | Георги Лечев                       | I степен  | „за особените му заслуги в областта на културата и изкуството“ |

### 2010
| Дата на указа    | Носител                                                | Вид       | Тема |
| ---------------- | ------------------------------------------------------ | --------- | --- |
| 4 март 2010      | Захари Петров                                          | I степен  | „за големите му заслуги в областта на културата и изкуството“ |
| 22 март 2010     | проф. Марин Маринов                                    | I степен  | „за големите му заслуги към Република България в областта на образованието и науката и по случай неговата 80-годишнина“ |
| 19 май 2010      | Фео Мустакова                                          | огърлие   | „за особено значимите ѝ заслуги за развитието на културата и балетното изкуство“ |
| 4 юни 2010       | проф. Константин Джидров                               | огърлие   | „за особено значимите му заслуги в областта на културата“ |
| 4 юни 2010       | Юлий Стоянов                                           | огърлие   | „за особено значимите му заслуги в областта на културата“ |
| 4 юни 2010       | арх. Стефан Стайнов                                    | I степен  | „за големите му заслуги в областта на териториалното устройство и градоустройството и за активната му обществена дейност“ |
| 4 юни 2010       | Юлия Юрдекова                                          | II степен | „за значимия ѝ принос в развитието на образованието и във връзка със 100-годишнината от създаването на Националната търговска гимназия „Васил Левски“ – Пловдив“                                                                                     |
| 4 юни 2010       | Янка Такева                                            | I степен  | „по повод 24 май – Деня на българската просвета и култура и на славянската писменост, и във връзка с 20-годишнината на Синдиката на българските учители“                                                                                             |
| 4 юни 2010       | Стоян Стоянов                                          | II степен | „за значимия му принос за развитието на културата и изкуството“ |
| 4 юни 2010       | Николай Овчаров                                        | огърлие   | „за особено значимите му заслуги в областта на културата“ |
| 4 юни 2010       | Михаил Белчев                                          | огърлие   | „за особено значимите му заслуги в областта на културата“ |
| 4 юни 2010       | Боян Радев                                             | огърлие   | „за особено значимите му заслуги в областта на културата“ |
| 22 юни 2010      | Негово Високопреосвещенство Неофит русенски митрополит | огърлие   | „за особено значимите му заслуги за развитието на Духовната академия „Св. Климент Охридски“, за приноса му за развитие на научно-просветителските връзки и взаимоотношения между източните и западните християни и по повод неговата 65-а годишнина“ |
| 22 юни 2010      | проф. Емил Боев                                        | I степен  | „за особено значимите му заслуги за развитието на българската наука и култура“ |
| 22 юни 2010      | проф. Колю Донев                                       | I степен  | „а безспорните му заслуги като ректор на Икономическия университет – Варна, и във връзка с 90-годишния юбилей на университета“ |
| 7 юли 2010       | проф. Николай Мартинов                                 | I степен  | „за големите му заслуги в областта на образованието и науката и по случай 70-годишнината му“ |
| 21 юли 2010      | Радосвет Радев                                         | огърлие   | „за особено значимите му заслуги в областта на културата“ |
| 21 юли 2010      | Емил Стойчев                                           | огърлие   | „за особено значимите му заслуги в областта на културата“ |
| 21 юли 2010      | Кирил Маричков                                         | I степен  | „за особено големите му заслуги в областта на културата и изкуството“ |
| 21 юли 2010      | Петър Гюзелев                                          | I степен  | „за особено големите му заслуги в областта на културата и изкуството“ |
| 21 юли 2010      | Георги Марков                                          | I степен  | „за особено големите му заслуги в областта на културата и изкуството“ |
| 21 юли 2010      | Владимир Тотев                                         | I степен  | „за особено големите му заслуги в областта на културата и изкуството“ |
| 30 юли 2010      | Антон Дончев                                           | огърлие   | „за особено значимите му заслуги в областта на културата.“ |
| 20 септ. 2010    | Петър Берон                                            | огърлие   | „за особено значимите му заслуги в областта на културата“ |
| 18 октомври 2010 | проф. Александър Йосифов                               | I степен  | „за големите му заслуги в областта на културата, изкуството и образованието и по повод 70 години от рождението му“ |

### 2011
| Дата на указа    | Носител                                                                               | Вид       | Тема |
| ---------------- | ------------------------------------------------------------------------------------- | --------- | --- |
| 21 март 2011     | Искра Радева                                                                          | огърлие   | „за особено значимия ѝ принос в областта на културата“                                                       |
| 31 март 2011     | проф. Митко Миховски                                                                  | I степен  | „за големите му заслуги в областта на образованието и науката и по повод 70 години от рождението му“         |
| 19 май 2011      | Иво Папазов                                                                           | огърлие   | „за особено значимите му заслуги в областта на културата и музикалното изкуство“                             |
| 19 май 2011      | Георги Трифонов                                                                       | огърлие   | „за особено значимите му заслуги в областта на културата и изобразителното изкуство“                         |
| 19 май 2011      | Васил Найденов                                                                        | огърлие   | „за особено значимите му заслуги в областта на културата и музикалното изкуство“                             |
| 19 май 2011      | Иван Иванов                                                                           | огърлие   | „за особено големите му заслуги в областта на културата и изкуството“                                        |
| 19 май 2011      | Зденка Дойчева                                                                        | I степен  | „за големите ѝ заслуги в областта на културата и изкуството“                                                 |
| 19 май 2011      | Милена Куртева                                                                        | II степен | „за значимия ѝ принос за развитието на културата и изкуството“                                               |
| 19 май 2011      | Маргарита Градечлиева                                                                 | II степен | „за значимия ѝ принос за развитието на българската култура и българското танцово изкуство“                   |
| 26 май 2011      | Гауденц Руф                                                                           | I степен  | „за значимия му принос за развитието на българо-швейцарските отношения в областта на културата и изкуството“ |
| 26 май 2011      | проф. Ву Хъонг заместник-председател на Дружеството за приятелство Виетнам – България | I степен  | „за значимия му принос за развитието на българо-виетнамските отношения в областта на културата“              |
| 8 юни 2011       | Теодосий Спасов                                                                       | огърлие   | „за особено значимите му заслуги в областта на културата“                                                    |
| 8 юни 2011       | Божана Апостолова                                                                     | огърлие   | „за особено значимия ѝ принос в областта на културата“                                                       |
| 8 юни 2011       | проф. Никола Николов                                                                  | I степен  | „за големите му заслуги в областта на културата и изкуството“                                                |
| 8 юни 2011       | Николай Николаев                                                                      | I степен  | „за големите му заслуги в областта на културата и изкуството“                                                |
| 8 юни 2011       | Иля Велчев                                                                            | I степен  | „за изключително големите му заслуги в областта на културата“                                                |
| 8 юни 2011       | Стоян Дуков                                                                           | I степен  | „за големите му заслуги в областта на културата и изкуството“                                                |
| 8 юни 2011       | проф. Цветан Цветков                                                                  | I степен  | „за големите му заслуги към Република България в областта на образованието и науката“                        |
| 8 юни 2011       | проф. д-р Савка Шопова-Маркова                                                        | II степен | „за значимия ѝ принос за развитието на българската култура и българското музикално изкуство“                 |
| 8 юни 2011       | Чавдар Шинов                                                                          | II степен | „за значимия му принос за развитието на съвременната българска култура и изкуство“                           |
| 8 юни 2011       | Иван Стефанов Тенев                                                                   | II степен | „за значимия му принос за развитието на културата и изкуството“                                              |
| 8 юни 2011       | Николай Петев                                                                         | II степен | „за големите му заслуги в областта на културата и изкуството“                                                |
| 8 юни 2011       | Никола Радев                                                                          | II степен | „за значимия му принос за развитието на културата и изкуството“                                              |
| 12 юли 2011      | Пенчо Пенев                                                                           | огърлие   | „за особено значимия му принос за развитието на науката и образованието“                                     |
| 12 октомври 2011 | Силви Вартан                                                                          | огърлие   | „за особено значимите ѝ заслуги в областта на българската култура и изкуство“                                |
| 12 октомври 2011 | проф. д-р Анелия Клисарова                                                            | I степен  | „за цялостната ѝ научно-преподавателска дейност и по повод навършването на 50 години“                        |
| 18 ноември 2011  | Михалис Гарудис                                                                       | огърлие   | „за значимия му принос за развитието на културата и изкуството в Република България“                         |

### 2012
| Дата на указа  | Носител | Вид       | Тема |
| -------------- | --- | --------- | --- |
| 28 март 2012   | проф. д-р Тацуро Мацумае                                                                                             | огърлие   | „за особено значимите му заслуги за развитието на българо-японските отношения в областта на културата, образованието и науката“ |
| 30 май 2012    | проф. д-р Елка Константинова                                                                                         | огърлие   | „за особено значимите ѝ заслуги в областта на културата“                                                                        |
| 30 май 2012    | Янка Рупкина | огърлие   | „за особено значимите ѝ заслуги в областта на културата“                                                                        |
| 30 май 2012    | Адела Пеева | I степен  | „за големите ѝ заслуги в областта на културата и изкуството“                                                                    |
| 30 май 2012    | проф. Венец Димитров                                                                                                 | I степен  | „за големите му заслуги в областта на културата и изкуството“                                                                   |
| 30 май 2012    | Александър Дяков | I степен  | „за големите му заслуги в областта на културата и изкуството“                                                                   |
| 30 май 2012    | Иван Варимезов | I степен  | „за големите му заслуги в областта на културата и изкуството“                                                                   |
| 26 юни 2012    | Димитър Михайлов Атанасов член на Управителния съвет на Фондацията на „Православната църква на Българската екзархия“ | I степен  | „за големия му принос за съхраняването на българското духовно и културно наследство в Република Турция“                         |
| 26 юни 2012    | Васил Лязе председател на Управителния съвет на Фондацията на „Православната църква на Българската екзархия“         | I степен  | „за големия му принос за съхраняването на българското духовно и културно наследство в Република Турция“                         |
| 9 юли 2012     | проф. Иван Лалов | I степен  | „за големите му заслуги в областта на образованието и науката“                                                                  |
| 9 юли 2012     | Димитър Коруджиев | огърлие   | „за особено значимите му заслуги в областта на културата“                                                                       |
| 29 август 2012 | проф. дхн Фрерих Йоханес Кайл от Техническия университет в Хамбург, Германия                                         | II степен | „за значимия му принос за развитието на висшето техническо чуждоезиково образование в Република България“                       |
| 29 август 2012 | проф. дтн Лотар Вилхелм Мьорл от Университета „Ото фон Герике“ в Магдебург, Германия                                 | II степен | „за значимия му принос за развитието на висшето техническо чуждоезиково образование в Република България“                       |
| 9 ноември 2012 | Йордан Соколов | I степен  | „за особено значимия му принос за развитието на демократичните процеси в страната“                                              |
| 9 ноември 2012 | проф. Михаил Неделчев                                                                                                | I степен  | „за особено значимия му принос за развитието на литературата и по случай 70 години от рождението му“                            |

### 2013
| Дата на указа   | Носител                       | Вид       | Тема |
| --------------- | ----------------------------- | --------- | --- |
| 23 май 2013     | проф. Елена Баева             | I степен  | „за големите ѝ заслуги в областта на културата и изкуството“                                                                 |
| 23 май 2013     | Калинка Згурова               | I степен  | „за големите ѝ заслуги в областта на културата и изкуството“                                                                 |
| 23 май 2013     | Ани Бакалова                  | I степен  | „за големите ѝ заслуги в областта на културата и изкуството“                                                                 |
| 23 май 2013     | Найден Вълчев                 | I степен  | „за големите му заслуги в областта на културата и изкуството“                                                                |
| 23 май 2013     | Драгомир Ненов                | I степен  | „за големите му заслуги в областта на културата“                                                                             |
| 6 август 2013   | Константин Жалов              | I степен  | „за големите му заслуги към Република България в областта на науката и спорта“                                               |
| 8 ноември 2013  | проф. д-р Роланд Валтер Марти | I степен  | „за неговия значим принос в проучването на старата българска писменост и за популяризирането на българската култура и наука“ |
| 19 ноември 2013 | Михаил Вълов                  | II степен | „за неговата активна дейност в областта на просветата и културата и по повод навършването на 60-годишна възраст“             |
| 3 декември 2013 | Асен Шопов                    | I степен  | „за големите му заслуги в областта на културата и изкуството“                                                                |
| 3 декември 2013 | Франсис Джеймс Томсън         | I степен  | „за неговия значим принос в проучването на старата българска писменост и за популяризирането на българската култура и наука“ |

### 2014
| Дата на указа | Носител                  | Вид       | Тема                                                                           |
| ------------- | ------------------------ | --------- | ------------------------------------------------------------------------------ |
| 28 май 2014   | Тодор Бурилков           | огърлие   | „за цялостната му професионална, научна, преподавателска и обществена дейност“ |
| 28 май 2014   | Славка Бозукова          | I степен  | „за големите ѝ заслуги в областта на културата и изкуството“                   |
| 24 юни 2014   | Борислав Димов Иванов    | II степен | „за значимия му принос за развитието на културата и изкуството“                |
| 21 юли 2014   | проф. д-р Меглена Ачкова | I степен  | „за големите ѝ заслуги в областта на образованието и науката“                  |

### 2015
| Дата на указа    | Носител                    | Вид       | Тема                                                                                      |
| ---------------- | -------------------------- | --------- | ----------------------------------------------------------------------------------------- |
| 30 март 2015     | проф. д-р Виолета Маринова | огърлие   | „за изключителните ѝ заслуги към Република България, свързани с развитието на медицината“ |
| 30 март 2015     | проф. Христо Баларев       | I степен  | „за значимия му принос за развитието на общата и неорганичната химия“                     |
| 19 май 2015      | Николай Дойнов             | I степен  | „за големите му заслуги в областта на културата“                                          |
| 19 май 2015      | Иван Цонев                 | II степен | „за значимия му принос за развитието на културата и изкуството“                           |
| 19 май 2015      | Александър Балкански       | огърлие   | „за особено значимите му заслуги в областта на културата и изкуството“                    |
| 19 май 2015      | проф. Георги Чапкънов      | огърлие   | „за особено значимите му заслуги в областта на културата и изкуството“                    |
| 19 май 2015      | проф. Неделчо Милев        | огърлие   | „за особено значимите му заслуги в областта на културата“                                 |
| 24 юни 2015      | Иван Димитров Христов      | II степен | „за заслугите му в областта на образованието и културата“                                 |
| 23 септ. 2015    | акад. Дочи Ексерова        | I степен  | „за нейните големи заслуги за развитието на колоидната наука“                             |
| 19 октомври 2015 | акад. Дамян Дамянов        | I степен  | „за големите му заслуги в областта на медицината, науката и образованието“                |
| 19 октомври 2015 | доц. Лиляна Вълчева        | I степен  | „за големия ѝ принос за развитието на висшето образование и науката“                      |
| 19 октомври 2015 | проф. Христо Белоев        | I степен  | „за големите му заслуги в областта на образованието и науката“                            |

### 2016
| Дата на указа    | Носител | Вид       | Тема |
| ---------------- | --- | --------- | --- |
| 6 януари 2016    | Йордан Семерджиев | I степен  | „за големите му заслуги в областта на образованието и културата“ |
| 22 март 2016     | Робърт Гипсън | I степен  | „за големия му принос за развитието на връзките в областта на културата, изкуството, образованието и науката между Република България и Съединените американски щати“ |
| 10 май 2016      | проф. Милена Моллова | огърлие   | „за особено значимите ѝ заслуги в областта на културата и изкуството“                                                                                                 |
| 10 май 2016      | Стефка Берова | I степен  | „за големите ѝ заслуги в областта на културата“ |
| 10 май 2016      | проф. Анастас Славчев | I степен  | „за големите му заслуги в областта на културата“ |
| 10 май 2016      | Мая Нешкова | II степен | „за значимия ѝ принос за развитието на културата и изкуството“ |
| 20 май 2016      | Камен Донев | I степен  | „за големите му заслуги за развитието на културата и изкуството“ |
| 20 май 2016      | Петя Силянова | I степен  | „за големите ѝ заслуги за развитието на културата и изкуството“ |
| 20 май 2016      | Ивайло Стоянов (Мариус Куркински) | I степен  | „за големите му заслуги за развитието на културата и изкуството“ |
| 20 май 2016      | Стефан Москов | I степен  | „за големите му заслуги за развитието на културата и изкуството“ |
| 20 май 2016      | Иглика Трифонова | I степен  | „за големите ѝ заслуги за развитието на културата и изкуството“ |
| 20 май 2016      | Георги Господинов | I степен  | „за големите му заслуги за развитието на културата и изкуството“ |
| 20 май 2016      | Христо Бойчев | I степен  | „за големите му заслуги за развитието на културата и изкуството“ |
| 20 май 2016      | Деян Енев | I степен  | „за големите му заслуги за развитието на културата и изкуството“ |
| 20 май 2016      | Станислав Памукчиев | I степен  | „за големите му заслуги за развитието на културата и изкуството“ |
| 20 май 2016      | Свилен Блажев | I степен  | „за големите му заслуги за развитието на културата и изкуството“ |
| 20 май 2016      | Божидар Козарев | I степен  | „за големите му заслуги за развитието на културата и изкуството“ |
| 20 май 2016      | Милко Божков | I степен  | „за големите му заслуги за развитието на културата и изкуството“ |
| 20 май 2016      | Васко Василев | I степен  | „за големите му заслуги за развитието на културата и изкуството“ |
| 20 май 2016      | Соня Йончева | I степен  | „за големите ѝ заслуги за развитието на културата и изкуството“ |
| 10 юни 2016      | проф. Камен Велев | I степен  | „за големите му заслуги в областта на образованието и науката“ |
| 14 юни 2016      | акад. Николай Попов | I степен  | „за големите му заслуги към Република България в областта на денталната медицина“                                                                                     |
| 11 октомври 2016 | доц. Божанка Константинова | II степен | „за заслугите и приноса ѝ в областта на културата и литературознанието“                                                                                               |
| 11 октомври 2016 | проф. Нева Кръстева | огърлие   | „за особено значимите ѝ заслуги за развитието на изкуството, културата и науката“                                                                                     |
| 17 ноември 2016  | д-р Васил Спиридонов Стоянов | II степен | „за значимия му принос в областта на образованието и културата и за развитието на двустранните отношения с Република Молдова“                                         |
| 17 ноември 2016  | проф. Константин Кацаров, изтъкнат български учен юрист, адвокат, историк и патриот, основател на Фондация „Константин и Зиновия Кацарови“ | I степен  | посмъртно |

### 2017
| Дата на указа    | Носител | Вид       | Тема |
| ---------------- | --- | --------- | --- |
| 28 април 2017    | монсеньор Жозе Авелино Бетанкур, директор на Протокола на Светия престол                                           | I степен  | „за неговия принос за укрепването и развитието на отношенията на приятелство и сътрудничество между Република България и Светия престол“                                                                                     |
| 14 юни 2017      | г-н Жак-Люк Мартинез, генерален директор на музей „Лувър“ в Париж                                                  | I степен  | „за неговия значим принос за популяризирането на българската култура и културно-историческото наследство на България във Френската република и по света, както и за развитието на българо-френското културно сътрудничество“ |
| 14 юни 2017      | г-н Александр Баралис, куратор в музей „Лувър“ в Париж                                                             | II степен | за неговия значим принос за популяризирането на българската култура и културно-историческото наследство на България във Френската република и по света, както и за развитието на българо-френското културно сътрудничество   |
| 22 юни 2017      | проф. Янко Димитриев, посмъртно                                                                                    | I степен  | „за неговите големи заслуги в областта на образованието и науката“ |
| 4 септ. 2017     | г-н Валерий Гергиев, художествен ръководител и директор на Мариинския театър на Санкт Петербург, Руската федерация | I степен  | „за големите му заслуги в областта на културата и изкуството и за приноса му за укрепване на културните връзки между Република България и Руската федерация“                                                                 |
| 20 октомври 2017 | акад. Иван Юхновски                                                                                                | огърлие   | „за особено значимите му заслуги в областта на образованието и науката“ |
| 26 октомври 2017 | проф. Владко Панайотов                                                                                             | огърлие   | „за неговия значим принос в областта на образованието и науката и за утвърждаване престижа на Република България по света“                                                                                                   |
| 30 октомври 2017 | проф. Анна Недялкова                                                                                               | I степен  | „за нейния значим принос в областта на образованието и науката“ |
| 30 октомври 2017 | доц. Тодор Тодоров                                                                                                 | I степен  | за неговия значим принос за утвърждаването и развитието на българската образователна система |

### 2018
| Дата на указа    | Носител                                                    | Вид       | Тема |
| ---------------- | ---------------------------------------------------------- | --------- | --- |
| 31 януари 2018   | г-жа Мари-Луиз Колейро Прека, президент на Република Малта | огърлие   | „за значителните и заслуги за развитието на приятелските отношения и на двустранното сътрудничество между Република България и Република Малта, както и за нейната особено значима заслуга за развитието на културата, изкуството и науката“                    |
| 23 февр.2018     | проф. д-р Радослав Гайдарски                               | огърлие   | „за значимия му принос в областта на медицинската наука в Република България“ |
| 23 февр.2018     | проф. д.м.н. Темелко Темелков                              | огърлие   | за значимия му принос в областта на медицинската наука в Република България |
| 27 февр.2018     | проф. Николай Червенков                                    | I степен  | „за неговите големи заслуги в областта на историческата българистика и развитието на българската просвета и култура“ |
| 16 март 2018     | акад. Александър Петров                                    | огърлие   | „за особено значимите му заслуги в областта на образованието и природните науки“ |
| 8 май 2018       | проф. д-р Жак Манян                                        | I степен  | „за неговия особен принос в образованието и квалификацията на български лекари, за издигане нивото на българската медицинска наука в областта на оториноларингологията и за развитие на българо-френското сътрудничество в областта на науката и образованието“ |
| 30 май 2018      | доц. Калина Богоева                                        | огърлие   | „за особено значимите ѝ заслуги в областта на културата и изкуството“ |
| 30 май 2018      | Стефка Ковачева                                            | огърлие   | „за особено значимите ѝ заслуги в областта на културата и изкуството“ |
| 30 май 2018      | проф. Милко Коларов                                        | огърлие   | „за особено значимите му заслуги в областта на културата и изкуството“ |
| 30 май 2018      | Иван Иванов                                                | огърлие   | „за особено значимите му заслуги в областта на културата и изкуството“ |
| 30 май 2018      | Величка Пейкова                                            | огърлие   | „за особено значимите ѝ заслуги в областта на културата и изкуството“ |
| 30 май 2018      | Христо Мутафчиев                                           | огърлие   | „за особено значимите му заслуги в областта на културата и изкуството“ |
| 30 май 2018      | д-р Иван Александров Ангелов                               | II степен | „за значимия му принос за развитието на културата и изкуството“ |
| 30 май 2018      | Петър Велчев                                               | II степен | „за значимия му принос за развитието на културата и изкуството“ |
| 29 октомври 2018 | Владимир Пенев                                             | огърлие   | „за особено значимите му заслуги в областта на културата и изкуството“ |
| 28 декември 2018 | акад. Минчо Хаджийски                                      | I степен  | „за неговите големи заслуги в областта на образованието и науката“ |

### 2019
| Дата на указа    | Носител | Вид       | Тема |
| ---------------- | --- | --------- | --- |
| 29 януари 2019   | проф. д-р Цекомир Воденичаров                                                                                     | огърлие   | „за особено значимите му заслуги за развитието на медицинската наука и за утвърждаването на факултетите по обществено здраве в системата на висшето образование в Република България“ |
| 8 май 2019       | г-н Хуан Едуардо Сунига, испански българист                                                                       | I степен  | „за големите му заслуги и значим принос в областта на културата, литературата, образованието и изкуството“                                                                            |
| 28 май 2019      | акад. проф. дмн Владимир Овчаров                                                                                  | огърлие   | „за особено значимите му заслуги за развитието на медицинската наука и образование в Република България“                                                                              |
| 28 май 2019      | Христо Панев | I степен  | „за големите му заслуги в областта на културата“ |
| 28 май 2019      | Андрей Аврамов | II степен | „за значимия му принос за развитието на културата и изкуството“ |
| 28 май 2019      | Трифон Павлов | II степен | „за значимия му принос за развитието на културата и изкуството“ |
| 4 юни 2019       | Милка Митева | огърлие   | „за особено значимите и заслуги в областта на културата и изкуството“ |
| 26 юни 2019      | акад. Чавдар Руменин                                                                                              | I степен  | „за неговите големи заслуги в областта на науката“ |
| 26 юни 2019      | акад. Ангел Гълъбов                                                                                               | I степен  | „за неговите големи заслуги в областта на образованието и науката“ |
| 29 юли 2019      | г-н Михаил Швидкой, специален съветник на руския президент по въпросите на международното културно сътрудничество | огърлие   | „за заслугите му за развитието на културните и духовни връзки между България и Русия“                                                                                                 |
| 14 октомври 2019 | проф. д-р Венко Александров                                                                                       | огърлие   | „за особено значимите му заслуги за развитието на медицинската наука и образованието“                                                                                                 |
| 19 ноември 2019  | проф. Христо Баларев                                                                                              | огърлие   | „за особено значимите му заслуги в областта на общата и неорганичната химия“ |
| 19 ноември 2019  | Атанасия Стоянова                                                                                                 | I степен  | „за нейните големи заслуги в областта на образованието и българистиката“ |

### 2020
| Дата на указа    | Носител                   | Вид       | Тема |
| ---------------- | ------------------------- | --------- | --- |
| 24 януари 2020   | проф. д-р Владимир Гетов  | II степен | „за големите му заслуги в областта на образованието и науката и за развитието на сътрудничеството в академичната област между Република България и Обединеното кралство Великобритания и Северна Ирландия“ |
| 7 май 2020       | проф. Николай Жечев       | I степен  | „за неговия изключителен принос в областта на историческата наука“ |
| 15 май 2020      | проф. Невена Цачева       | II степен | „за приноса ѝ за утвърждаване и развитие на медицинското образование“ |
| 1 юни 2020       | Христо Димитров           | I степен  | „за големите му заслуги в областта на културата и изкуството и за популяризирането на българските традиции и фолклор“                                                                                      |
| 5 юни 2020       | проф. д-р Атанас Щерев    | огърлие   | „за особено значимите му заслуги за развитието на медицинската наука и образование в Република България“                                                                                                   |
| 22 юни 2020      | проф. д-р Красимир Иванов | огърлие   | „за особено значимите му заслуги за развитието на медицинската наука и образованието в Република България“                                                                                                 |
| 14 юли 2020      | Симеон Идакиев            | I степен  | „за особено големите му заслуги в областта на културата“ |
| 14 юли 2020      | Методи Филчев             | II степен | „за големите му заслуги в областта на културата и изкуството“ |
| 20 юли 2020      | Татяна Сърбинска          | огърлие   | „за особено значимите и заслуги в областта на културата“ |
| 22 юли 2020      | Иван Терзиев              | огърлие   | „за особено значимите му заслуги в областта на културата“ |
| 27 юли 2020      | Лозан Лозанов             | I степен  | „за особено значимите му заслуги в областта на културата и изкуството“ |
| 14 август 2020   | Иван Балабанов            | I степен  | „за изключително големите му заслуги в областта на културата и изкуството“ |
| 14 август 2020   | Николай Георгиев          | I степен  | „за особено значимите му заслуги в областта на културата“ |
| 14 август 2020   | Ваня Грашкина-Минчева     | I степен  | „за особено значимите ѝ заслуги в областта на културата“ |
| 14 август 2020   | Рашко Иванов              | I степен  | „за изключително големите му заслуги в областта на културата и изкуството и за развитието на културните отношения между Република България и Република Хърватия“                                           |
| 14 август 2020   | Донка Копринкова          | II степен | „за значимия ѝ принос в областта на културата“ |
| 16 ноември 2020  | проф. Пламен Павлов       | I степен  | „за неговите големи заслуги в областта на образованието и популяризирането на българската история“ |
| 16 ноември 2020  | Руси Чанев                | I степен  | „за особено значимите му заслуги в областта на културата и изкуството“ |
| 22 декември 2020 | Вера Найденова            | огърлие   | „за особено значимите и заслуги в областта на националното филмово изкуство и култура“ |

### 2021
| Дата на указа     | Носител                   | Вид       | Тема |
| ----------------- | ------------------------- | --------- | --- |
| 9 март 2021       | акад. Васил Сгурев        | огърлие   | „за неговите особено значими заслуги за развитието на електрониката, роботиката и информационните технологии“ |
| 6 април 2021      | проф. д-р Петко Салчев    | огърлие   | „за изключителните му заслуги за развитието на системата на здравеопазването в Република България“            |
| 27 април 2021     | Адриана Благоева          | I степен  | „за големи заслуги в областта на културата и изкуството“                                                      |
| 27 април 2021     | Михаил Петров             | I степен  | „за големи заслуги в областта на културата и изкуството“                                                      |
| 27 април 2021     | Любен Чаталов             | II степен | „големи заслуги в областта на културата и изкуството“                                                         |
| 5 юли 2021        | Людмил Ангелов            | огърлие   | „за особено значимите му заслуги за развитието на културата и изкуството“                                     |
| 28 юли 2021       | акад. Иван Попчев         | огърлие   | „за неговите особено значими заслуги за развитието на математическата наука и информатиката“                  |
| 4 август 2021     | Пенчо Линов               | огърлие   | „за особено значимите му заслуги в областта на културата и изкуството“                                        |
| 30 август 2021    | Петър Горанов             | I степен  | „за големите му заслуги в областта на културата“                                                              |
| 30 август 2021    | Боян Ангелов              | огърлие   | „за особено значимите му заслуги в областта на културата и изкуството“                                        |
| 30 август 2021    | Божидар Николов           | I степен  | „за големите му заслуги в областта на културата“                                                              |
| 10 септември 2021 | проф. Стоян Караиванов    | огърлие   | „за неговите особено значими заслуги за развитието на музикалното изкуство и култура“                         |
| 4 октомври 2021   | акад. Никола Съботинов    | огърлие   | „за неговите особено значими заслуги в областта на науката“                                                   |
| 1 ноември 2021    | проф. Милияна Каймакамова | огърлие   | „за нейните особено значими заслуги за развитието на историческата наука“                                     |
| 22 ноември 2021   | Борислав Иванов           | I степен  | „за изключително големите му заслуги за развитието на културата и изкуството“                                 |
| 22 ноември 2021   | Виолета Карапеева         | II степен | „за нейния значим принос за развитието на културата и изкуството“                                             |
| 14 декември 2021  | проф. Петър Делев         | огърлие   | „за неговите особено значими заслуги в областта на античната история и тракологията“                          |
| 14 декември 2021  | Илка Зафирова             | огърлие   | „за особено значимите ѝ заслуги в областта на културата“                                                      |

### 2022
| Дата на указа    | Носител                      | Вид      | Тема |
| ---------------- | ---------------------------- | -------- | --- |
| 1 юни 2022       | проф. Божидар Божинов        | I степен | „за големите му заслуги за развитието на образованието, науката и строителното дело в Република България“                                          |
| 21 юни 2022      | проф. Стефан Костянев        | огърлие  | „за неговите особено значими заслуги за развитието на медицинската наука и образованието“                                                          |
| 4 октомври 2022  | отец Александър Чъкърък      | I степен | „за големите му заслуги за опазване на българското културно и историческо наследство“                                                              |
| 25 октомври 2022 | акад. Николай Денков         | огърлие  | „за особено значимите му заслуги в областта на образованието и науката“                                                                            |
| 25 октомври 2022 | Даниела Доковска             | огърлие  | „за особено значимите ѝ заслуги за развитието на правната наука и юридическото образование“                                                        |
| 2 декември 2022  | проф. Диана Петкова          | I степен | „за нейните големи заслуги в областта на науката“                                                                                                  |
| 19 декември 2022 | проф. д-р Пенка Переновска   | огърлие  | „за особено значими заслуги за развитието на медицинската наука и практика и в частност на педиатрията и детската пулмология в Република България“ |
| 19 декември 2022 | проф. д-р Димитър Димитраков | I степен | „за големите му заслуги за развитието на медицинската наука и на медицинската специалност „Нефрология“ в Република България“                       |

### 2023
| Дата на указа  | Носител                                                                                   | Вид       | Тема                                                                                                  |
| -------------- | ----------------------------------------------------------------------------------------- | --------- | --- |
| 26 май 2023    | Зураб Пололикашвили – генерален секретар на Световната организация по туризъм             | I степен  | „за големите му заслуги за популяризирането на българското културно-историческо наследство и култура“ |
| 26 май 2023    | проф. Алесандра Прианте – директор на отдел „Европа“ на Световната организация по туризъм | II степен | „за популяризирането на българското културно-историческо наследство и култура“                        |
| 22 август 2023 | проф. Стефан Хаджитодоров – заместник-председател на Българската академия на науките      | I степен  | „за голям принос към българската наука“                                                               |